# Hasselt (Països Baixos)
Hasselt és una ciutat del municipi de Zwartewaterland a la província d'Overijssel, al centre-est dels Països Baixos. Està a la riba del Zwarte Water i del Dedemsvaart. L'1 de gener del 2019 tenia 7.210 habitants. Malgrat aquest nombre d'habitants, Hasselt és qualificada com a "ciutat", perquè l'any 1252 va rebre el títol de ciutat del bisbe d'Utrecht. A l'edat mitjana era una ciutat hanseàtica.
Hasselt era un municipi independent fins al 2001, quan es va fusionar amb Genemuiden i Zwartsluis. Des d'aquell moment, Hasselt és el centre administriu del municipi de Zwartewaterland.